# Saint-Clair-sur-Galaure
Saint-Clair-sur-Galaure település Franciaországban, Isère megyében. Lakosainak száma 261 fő (2022. január 1.). Saint-Clair-sur-Galaure Thodure, Viriville, Le Grand-Serre, Montfalcon és Valherbasse községekkel határos.

## Népesség
A település népessége az elmúlt években az alábbi módon változott:
| Lakosok száma | 230  | 228  | 249  | 255  | 265  | 280  | 282  | 269  | 263  | 261  |
|               | 1968 | 1982 | 1990 | 2006 | 2013 | 2015 | 2017 | 2019 | 2020 | 2022 |